# Městská knihovna Beroun
Městská knihovna Beroun je veřejná knihovna, jejímž zřizovatelem je město Beroun.
Knihovna systematicky buduje fond krásné a odborné literatury a jiných informačních pramenů, vytváří a archivuje fond regionální literatury včetně zpracovávání a shromažďování informací o regionu. Podílí se na primárním vzdělávání žáků a studentů v úzké spolupráci s místními základními a středními školami a prostřednictvím doprovodného programu na sekundárním vzdělávání občanů včetně nabídky volnočasových aktivit. Knihovna od roku 2002 sídlí ve zrekonstruované budově kasáren. 
Jediná pobočka knihovny funguje na sídlišti, kde byla původně otevřena roku 1953. Nyní se nachází v budově, kam byla přestěhována roku 1978. Pobočka nabízí standardní služby jako hlavní budova knihovny a je hojně navštěvována nejen obyvateli sídliště, ale i školami v okolí. Pobočka je jediným kulturním zařízením v této oblasti, navíc s dlouhou tradicí. 

## Historie

### Josef Antonín Seydl a Seydlova knihovna
Počátky půjčování knih v Berouně jsou spjaty s osobností Josefa Antonína Seydla (1775–1837), berounského děkana, historika a buditele, jehož knihovna se částečně zachovala dodnes ve sbírkách Muzea Českého krasu v Berouně. Seydl kupoval a shromažďoval knihy, které půjčoval obyvatelům města. Možná proto panovala domněnka, že v roce 1836 založil J. A. Seydl v Berouně půjčovnu knih, a dlouho se udržovalo přesvědčení, že berounská městská knihovna je vlastně Seydlův odkaz. Seydl byl ideovým i materiálním původcem knihovny, on sám však městskou knihovnu nezaložil.
Později v Berouně fungovaly knihovny při spolcích, jako byl Sokol, Dobročinný spolek Ludmila nebo divadelní ochotníci. V 90. letech 19. století začaly být sbírány a ukládány kulturní písemné památky města i okolí a vznikl muzejní spolek, který v roce 1894 jednal o vzniku knihovny. Přestože byl vypracován i knihovní řád, knihovna založena nebyla.

### Spolek Museum a veřejná knihovna v Berouně
Spolek Museum a veřejná knihovna v Berouně byl založen 23. července 1896. Toto datum je považováno za vznik knihovny. Úkolem spolku bylo pátrat po starožitnostech a památkách, shromažďovat je a uchovávat a v neposlední řadě zřídit veřejnou knihovnu. Prvním knihovníkem byl jmenován Vincenc Švagr.

### Po první světové válce
Slibný vývoj knihovny zastavila první světová válka, během níž přišla knihovna o prostory a utrpěla velké materiální ztráty. Zásluhu na jejím obnovení měl prof. Mucha, který zde působil jako knihovník od roku 1919 a jako první začal uvažovat o založení dětského oddělení. V roce 1922 nastoupil do berounské knihovny Dr. Josef Poch, bezesporu její největší osobnost. Jako první profesionální knihovník v Berouně byl zvolen 4. července 1922. S jeho funkcí byla spojena také povinnost vést pamětní knihu města.

### Činnost Josefa Pocha
Josef Poch se ihned po svém nástupu pustil do revize fondu, pořídil seznamy knih, nové katalogy a přeorganizoval celý fond. Začal vypracovávat pravidelné statistické výkazy. Zasloužil se o rozvoj propagační činnosti knihovny. Knihovní fond byl postupně doplňován a noví čtenáři se postarali o stoprocentní nárůst návštěv knihovny. Pod vedením J. Pocha se knihovna stala skutečným kulturně-vzdělávacím centrem. Díky jeho iniciativě, píli, tvrdé práci a zapálení velmi vzrostla úroveň a popularita knihovny.
V roce 1924 město zakoupilo Duslovu vilu, kam se o rok později přestěhovala nejen knihovna s čítárnou, ale i muzeum a archiv. Roku 1925 se knihovna zúčastnila jubilejní krajinské výstavy v Berouně. O její expozici se uznale vyjádřil sám prezident T. G. Masaryk. Významný byl rok 1926, kdy se v Praze konal mezinárodní sjezd knihovníků. Už sama skutečnost, že se sjezd konal právě v Praze, ukazovala, jakou vážnost získalo československé knihovnictví v zahraničí svým poválečným rozvojem. Berounská knihovna vystavovala na výstavách sjezdu. Její expozice byla umístěna v budově Ženského výrobního spolku v Resslerově ulici. V rámci sjezdu se uskutečnil zájezd na Karlštejn a do Berouna, kde proběhla prohlídka knihovny. Návštěvníky provedl Josef Poch, který byl zároveň druhým jednatelem sjezdu. Knihovnu tak navštívili zástupci z Jeruzaléma, Egypta, Lotyšska, Nizozemska či Švédska a projevili o knihovnu velký zájem.
V roce 1929 byla založena knihovní rada. V té době měla knihovna již 4 oddělení – půjčovnu pro dospělé, půjčovnu pro mládež, čítárnu pro dospělé a čítárnu pro mládež. V roce 1937 se knihovna s 25 000 svazky řadila k největším lidovým knihovnám republiky.

### Druhá světová válka
Během války knihovnu postihlo zabrání prostor, snižování finančních prostředků, povinné vyřazování knih a taktéž povinný nákup říšské propagační literatury. J. Pochovi se podařilo získat souhlas k vybudování dvou poboček, z nichž byla zřízena jedna a fungovala jen dva roky. Knihovna plnila za protektorátu čestně svůj úkol: udržet mezi lidmi víru ve spravedlivou věc Československa a ve vítězství demokratického ideálu. Berounská knihovna se nenechala válkou zničit, bojovala, aby v roce 1945 mohla uspořádat první poválečnou schůzi knihovní rady, získat zpět své prostory a dále se rozvíjet.
Josef Poch odešel na Ministerstvo školství a národní osvěty a od roku 1946 na jeho místo nastoupil Dr. Viktor Palivec.

### 50. léta
Ačkoliv politická situace v 50. letech měla značný vliv na složení knihovního fondu, přesto byla knihovna modernizována. Knihy v půjčovně pro mládež přešly do volného výběru, byl instalován rozhlas, zakoupen promítací přístroj či založen Klub čtenářů. V Berouně fungovala jediná samostatná veřejná čítárna na okrese, která nabízela přes 100 časopisů a zároveň sloužila jako místnost pro konání čtenářských besed, besídek pro děti i odborných školení. V roce 1951 byla v berounské knihovně založena Veřejná informační bibliografická služba, a to jako jedna z prvních v republice.
Roku 1952 knihovna přešla pod správu Okresního národního výboru v Berouně a byla pověřena funkcí okresní knihovny. Tento statut jí přisoudil nové role. V rámci celého okresu plnila funkci metodickou a bibliografickou a zajišťovala meziknihovní výpůjční službu. V praxi tak knihovna poskytovala metodickou pomoc všem knihovnám v okrese. V její evidenci bylo 57 vesnických knihoven.

### 60. léta
V roce 1960 nastoupila na post ředitelky Věnka Novotná, která vystřídala Františka Jánského a působila zde až do roku 1991. Okresní lidová knihovna Beroun pokračovala v metodické práci a pomoci obecním knihovnám. Metodická práce byla postupně systematizována.

### 70. léta
Nejvýznamnější událostí v 70. letech bylo vybudování nové pobočky knihovny na Sídlišti. Ta byla slavnostně otevřena 6. října 1978 a nahradila původní pobočku otevřenou v roce 1953. V době otevření byla nejmodernějším knihovnickým pracovištěm v okrese. O rok později bylo otevřeno oddělení politické literatury, které bylo umístěné v Domě politické výchovy na Wagnerově náměstí (nyní budova České pojišťovny).

### 80. léta
Začátek 80. let byl spojený s rekonstrukcí Duslovy vily. Knihovna se nacházela v kritickém technickém stavu a po dobu vytoužené rekonstrukce poskytovala služby za ztížených podmínek. Roku 1985 byl otevřen depozitář v obci Hředle. O pět let později byla vypovězena smlouva o pronájmu a 30 000 knih muselo být převezeno zpět do Berouna. Roku 1987 byla otevřena nová čítárna v přístavbě Duslovy vily.

### 90. léta
Rok 1992 přinesl změnu na pozici ředitelky, kterou se stala Mgr. Hana Ludvíková. Právě v tomto roce byl do knihovny zakoupen první počítač a v roce 1994 byl v knihovně nainstalován první knihovní systém Codex. Ve stejném roce se stalo Město Beroun zřizovatelem knihovny a její název se změnil na Městskou knihovnu Beroun. Knihovna se potýkala s nevyhovujícími prostory Duslovy vily, které přestaly odpovídat potřebám moderní knihovny. V následujících letech byl spuštěn automatizovaný výpůjční protokol. Pod správu knihovny navíc přešlo Městské informační centrum.

### Od roku 2000 dodnes
Nejvýznamnější změnou bylo stěhování knihovny do zrekonstruované budovy v bývalých kasárnách. Zde sídlí od 29. října 2002 a dělí se o prostory s Klubem důchodců a Českým svazem bojovníků za svobodu. Rok 2006 přinesl odtržení Městského informačního centra. Další rok si knihovna připomínala 111 let od svého založení a 5 let od stěhování do budovy kasáren. V rámci oslav byla vydána brožura o historii knihovny. Knihovna také získala svoje logo.
Za dobu své existence se knihovna stala organizací, která má své pevné a důležité místo ve městě. Knihovna je centrem kultury i vzdělávání pro všechny věkové skupiny. Dlouho se očekává její rekonstrukce, protože budova kasáren už dávno nevyhovuje potřebám moderní knihovny a ztěžuje poskytování služeb i pořádání akcí.

## Oddělení knihovny
- oddělení pro dospělé
- oddělení pro děti a mládež
- studovna a čítárna
- pobočka Sídliště
- akvizice, zpracování a ochrana fondu

## Služby
- půjčování knih, časopisů, audioknih, společenských her, čteček, e-knih
- meziknihovní výpůjční služba
- přístup na internet
- kopírování, tisk, skenování, laminování
- denní tisk
- donášková služba
- rešerše
- přístup do právnické databáze Codexis
- vyhledávání v databázi regionálních článků a regionálních osobností
- zprostředkování zvukových knih pro nevidomé a slabozraké
- příprava požadovaných knih
- dětský koutek
- validační místo Moje ID
- Semínkovna
- spolupráce s obecními knihovnami

## Vzdělávání
- pro děti: besedy pro školy na zadané téma
- pro studenty: organizování besed a přednášek
- pro dospělé a seniory: Berounská akademie, Virtuální univerzita třetího věku, trénování paměti

## Kultura
- besedy a přednášky na nejrůznější témata
- výstavy, vernisáže
- hudební vystoupení
- promítání a festivaly
- akce pro děti
- celostátní knihovnické akce a kampaně

## Galerie

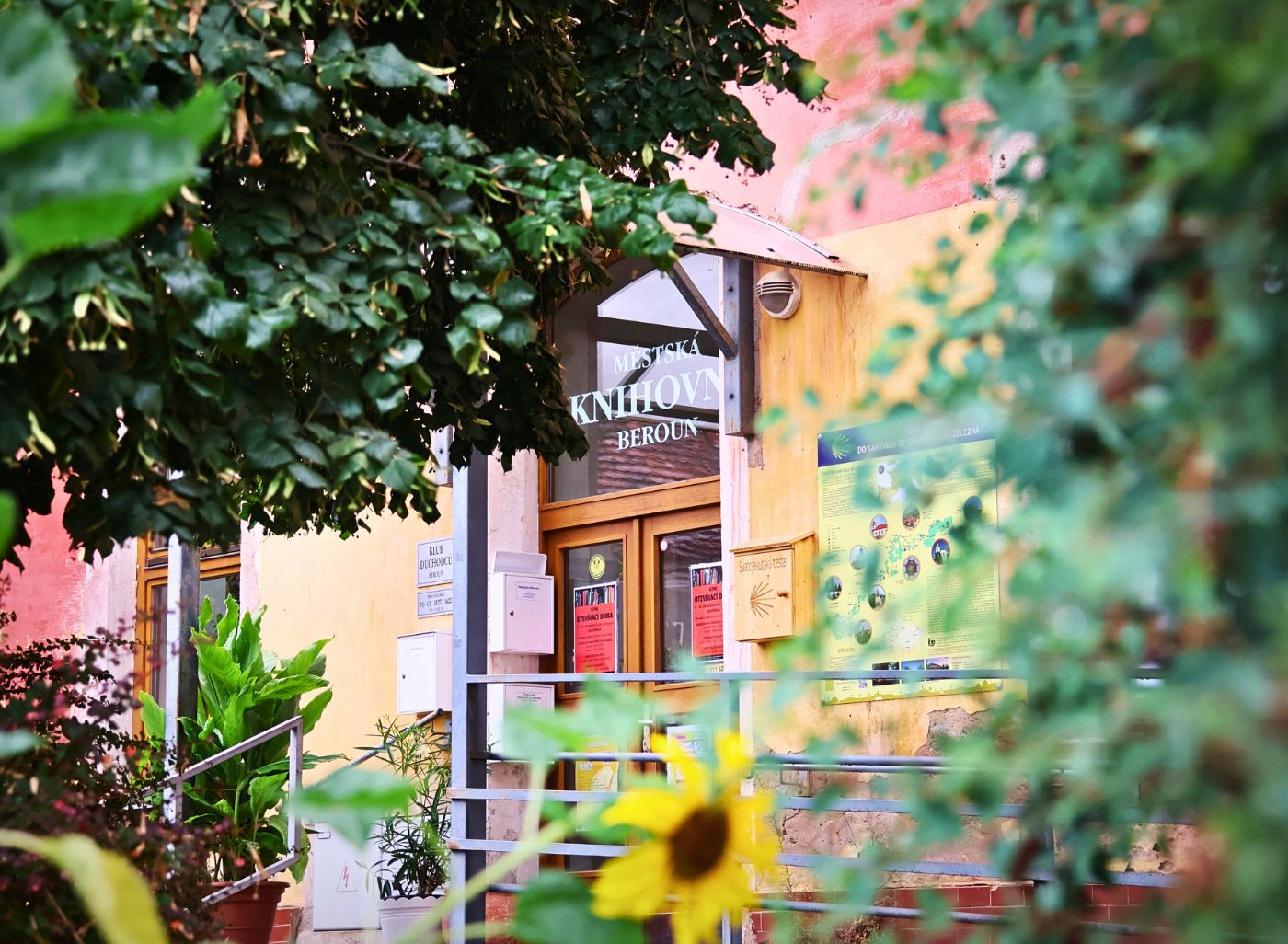
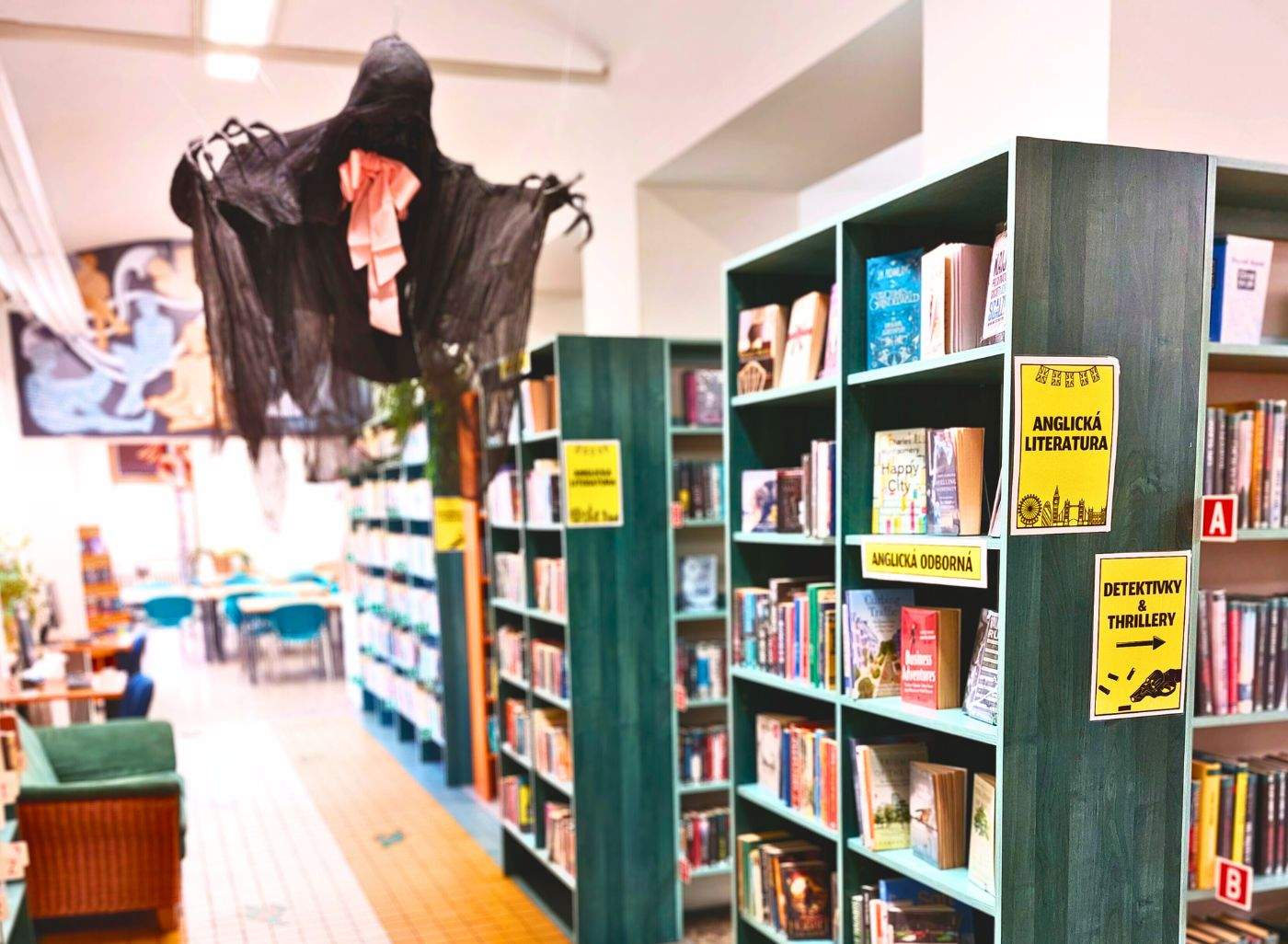